# Reighton
Reighton – wieś w Anglii, w hrabstwie North Yorkshire, w dystrykcie (unitary authority) North Yorkshire. Leży 58 km na północny wschód od miasta York i 295 km na północ od Londynu. W 2001 miejscowość liczyła 387 mieszkańców.